# Бренден Морроу
Бренден Морроу (англ. Brenden Morrow; 16 січня 1979, м. Карлайл, Канада) — канадський хокеїст, лівий нападник. 
Виступав за «Портленд Вінтергокс» (ЗХЛ), «Мічиган К-Вінгс» (ІХЛ), «Даллас Старс», «Оклахома-Сіті Блейзерс» (КХЛ), «Піттсбург Пінгвінс», «Сент-Луїс Блюз», «Тампа-Бей Лайтнінг».
В чемпіонатах НХЛ — 991 матч (265+310), у турнірах Кубка Стенлі — 112 матчів (19+27).
У складі національної збірної Канади учасник зимових Олімпійських ігор 2010 (7 матчів, 2+1), учасник чемпіонатів світу 2001, 2002, 2004 і 2005 (26 матчів, 0+5), учасник Кубка світу 2004 (1 матч, 0+0). У складі молодіжної збірної Канади учасник чемпіонату світу 1999. 
Досягнення
- Олімпійський чемпіон (2010)
- Чемпіон світу (2004), срібний призер (2005)
- Володар Кубка світу (2004)
- Срібний призер молодіжного чемпіонату світу (1999).